# Neměřitelná množina
Neměřitelná množina je v matematice množina, které nelze přiřadit smysluplný „objem“. Matematická existence takových množin je konstruována tak, aby zahrnovala pojmy délky, obsahu, objemu ve formální teorii množin.
Představa neměřitelných množin je od své prezentace zdrojem velkých kontroverzí. Émile Borela a Andreje Kolmogorova to vedlo k formulaci teorie pravděpodobnosti omezené pouze na měřitelné množiny. Na přímce jsou měřitelnými množinami iterovaná spočetná sjednocení a průniky intervalů (nazývané Borelovské množiny) plus-minus množina míry nula. Tato sada množin je dostatečně bohatá na to, aby zahrnovaly každou myslitelnou definici množin, která se používá ve standardní matematice, ale vyžadují mnoho formalismu pro důkaz, které množiny jsou měřitelné.
V roce 1970 Robert M. Solovay vytvořil Solovayův model, který ukazuje, že je v souladu se standardní teorií množin, s vyloučením nespočetné volby, že všechny podmnožiny množiny reálných čísel jsou měřitelné. Solovayův výsledek však závisí na existenci nedosažitelného kardinálu, jehož existenci ani konzistenci nelze v rámci standardní teorie množin prokázat.

## Historické konstrukce
První náznak, že může být problém při definování délky libovolné množiny, vychází z Vitaliho věty.
Když vytvoříme sjednocení dvou disjunktních množin, očekáváme, že míra výsledku bude součtem míry těchto dvou množin. Míra s touto přirozenou vlastností se nazývá konečně aditivní. Zatímco konečně aditivní míra je dostatečná pro většinu intuitivních představ plochy a je analogická s Riemannovým integrálem, je považována za nedostatečnou pro pravděpodobnost, protože konvenční moderní zpracování sekvencí událostí nebo náhodných proměnných vyžaduje spočetnou aditivitu.
V tomto ohledu je rovina podobná přímce; existuje konečně aditivní míra, které rozšiřuje Lebesgueovu míru, které je invariantní ve všech izometriích. Po přechodu do trojrozměrného prostoru se však obraz zhorší. Hausdorffův paradox a Banachův-Tarského paradox ukazují, že je možné vzít trojrozměrnou kouli o poloměru 1, rozložit ji na 5 částí, části posunout a otočit a získat dvě koule o poloměru 1. Tato konstrukce však není fyzicky realizovatelná. V roce 1989 A. K. Dewdney publikoval dopis od svého přítele Arla Lipofa v rubrice Computer Recreations časopisu Scientific American, kde popisuje podzemní operaci „v jihoamerické zemi“ zdvojnásobení zlatých koulí pomocí Banachova-Tarského paradoxu. Přirozeně to bylo v dubnovém čísle a „Arlo Lipof“ je anagram aprílu (anglicky April Fool).

## Příklad
Uvažujme S, množinu všech bodů v jednotkové kružnici, a akci na S grupy G sestávající ze všech racionálních rotací (rotace o úhly, které jsou racionálními násobky π). Grupa G je spočetná (konkrétněji G je izomorfní s {\displaystyle \mathbb {Q} /\mathbb {Z} }) pokud S je nespočetná. S se proto rozpadne na nespočetně mnoho orbit podle G. Pomocí axiomu výběru bychom mohli vybrat jeden bod z každé orbity a získat tak nespočetnou podmnožinu {\displaystyle X\subset S} s vlastností, že všechny translace (posunuté kopie) X o G jsou různé od X i od sebe navzájem. Množina těchto translací rozděluje kruh na spočetnou množinu nesouvislých množin, které jsou všechny po dvou shodné (pomocí racionálních rotací). Množina X bude neměřitelná pro jakoukoli rotačně invariantní měřitelnou aditivní pravděpodobnostní míru na S: pokud X má nulovou míru, spočetná aditivita by znamenala, že celá kružnice má nulovou míru. Pokud má X kladnou míru, spočetná aditivita by ukázala, že kruh má nekonečnou míru.

## Konzistentní definice míry a pravděpodobnosti
Banachův-Tarského paradox ukazuje, že ve trojrozměrném prostoru nelze konzistentně definovat objem, pokud se nevzdáme jednoho z následujících předpokladů:
1. Objem množiny se při rotaci nemění
2. Objem sjednocení dvou disjunktních těles je roven součtu objemů obou těles
3. Každé těleso (resp. každá množina bodů) je měřitelné
4. Platí axiomy Zermelovy–Fraenkelovy teorie množin s axiomem výběru

Standardní teorie míry vychází z popření předpokladu 3; definuje velkou množin měřitelných množin
V roce 1972 Robert M. Solovay ukázal, že existence lebesgueovsky neměřitelné množiny není dokazatelná v rámci Zermelovy–Fraenkelovy teorie množin bez doplnění určitého dalšího axiomu (např. axiomu výběru) tím, že ukázal, že (za předpokladu konzistence nedosažitelného kardinálu) existuje tzv. Solovayův model, ve kterém platí axiom spočetného výběru, každá množina je lebesgueovsky měřitelná, ale neplatí plný axiom výběru.
Axiom výběru je ekvivalentní základnímu výsledku obecné topologie, Tichonovově větě, a také sjednocení dvou základních výsledků funkcionální analýzy, Banachově–Alaogluově větě a Kreinově–Milmanově větě. Také do velké míry ovlivňuje teorii nekonečných grup, stejně jako teorii okruhů a teorii uspořádání (viz věta o Booleově prvoideálu). Pro většinu geometrických teorií míry, teorii potenciálu, Fourierovy řady a Fourierovu transformaci však postačuje současná platnost axiomu determinovanosti a axiomu závislého výběru, díky kterým jsou všechny podmnožiny množiny reálných čísel lebesgueovsky měřitelné.